# Platforma satelitarna

Przykład platformy satelitarnej z ładunkiem

Platforma satelitarna to główny korpus i element konstrukcyjny satelity lub statku kosmicznego, w którym przechowywany jest główny ładunek i instrumenty naukowe.
Satelity pochodzące z satelitarnego autobusu różnią się od zwykle produkowanych satelitów, ponieważ zazwyczaj dostosowywane są do wymagań klienta, na przykład są wyposażane w specjalistyczne czujniki lub transpondery, które pomagają w realizacji określonej misji.
Są one stosowane w satelitach geosynchronicznych, zwłaszcza satelitach komunikacyjnych, ale są również wykorzystywane w statkach kosmicznych zajmujących niższe orbity, czasami włączając misje na niskiej orbicie okołoziemskiej.